# Holbækkredsen
Holbækkredsen er fra 2007 en opstillingskreds i Sjællands Storkreds. Kredsen var en opstillingskreds i Vestsjællands Amtskreds fra 1971 til 2006. I 1920-1970 lå opstillingskredsen i Holbæk Amtskreds. Kredsen var en valgkreds i 1849-1918.

## Opstillingskreds (fra 1920)
Den 8. februar 2005 var der 44.098 stemmeberettigede vælgere i kredsen.
Kredsen rummede i 2005 flg. kommuner og valgsteder::
1. Holbæk Kommune
  1. Administrationscentret
  2. Bjergmarkskolens Idrætshal
  3. Hagested Forsamlingshus
  4. Orø Forsamlingshus
  5. Slotsmarksskolen
  6. Tuse Forsamlingshus
  7. Udby Forsamlingshus
  8. Vipperødhallen
2. Jernløse Kommune
  1. Nr.Jernløse – Åvang
  2. Undløse – Østergården
  3. Vommevad Forsamlingshus
3. Tornved Kommune
  1. Jyderup – Tornved Rådhus
  2. Knabstrup – Hallen
  3. Mørkøv – Hallen
4. Tølløse Kommune
  1. Merløse Fritidscenter
  2. Stestrup Fritidsgård
  3. Tølløse Hallen
  4. Ugerløse Fritidscenter

### Folketingskandidater pr. 5/11-2016
| Liste | Parti                       | Kandidat | Bemærk                                                          |
| ----- | --------------------------- | --- | --------------------------------------------------------------- |
| A     | Socialdemokratiet           | Kaare Dybvad |                                                                 |
| B     | Radikale Venstre            | |                                                                 |
| C     | Det Konservative Folkeparti | Brian Mikkelsen |                                                                 |
| D     | Nye Borgerlige              | |                                                                 |
| F     | Socialistisk Folkeparti     | |                                                                 |
| I     | Liberal Alliance            | |                                                                 |
| O     | Dansk Folkeparti            | Jeppe Jakobsen |                                                                 |
| V     | Venstre                     | Stén Knuth |                                                                 |
| Ø     | Enhedslisten                | Eva Flyvholm |                                                                 |
| Å     | Alternativet                | Rasmus Nordqvist, Sascha Faxe, Peter Kjær Hansen, Carsten Bering, Joan Gerti Kragh, Lars Birger Nielsen, Claus Jansson, Kristian Gylling, Kirsten Kock, Anne Grete Kamilles, Ulla Munksgaard | Er opstillet i samtlige opstillingskredse i Sjællands Storkreds |

## Valgkreds (1849-1920)
Holbækkredsen (officielt: Holbæk Amts 1. valgkreds, også kaldet kreds eller opstillingskreds) var fra Folketingets oprettelse i 1849 en af fem valgkredse til Folketinget i Holbæk Amt. Kredsen udgjorde den sydøstlige del af Holbæk Amt med det meste af Merløse Herred og et sogn fra Tuse Herred. Kredsens afstemningssted var i Holbæk.
Kredsen omfattede i 1849:
- Holbæk købstad
- Merløse Sogn, Tølløse Sogn, Ågerup Sogn, Nørre Jernløse Sogn, Kvanløse Sogn, Soderup Sogn, Eskildstrup Sogn, Asminderup Sogn, Grandløse Sogn, Tostrup Sogn, Ugerløse Sogn, Undløse Sogn, Søndersted Sogn, Butterup Sogn, Sønder Jernløse Sogn, Søstrup Sogn i Merløse Herred
- Tuse Sogn i Tuse Herred

Kredsen var uforandret til 1918. Ved folketingsvalget i 1918 – som var det sidste folketingsvalg med valg i enkeltmandskredse – blev Svinningekredsen (Holbæk Amts 2. kreds) nedlagt, og sognene Hørby Sogn, Udby Sogn, Hagested Sogn og Gislinge Sogn blev overført fra Svinningekredsen til Holbækkredsen.
Holbækkredsen gav valg til folketingsmedlemmerne:
- Balthazar Christensen (1802-1882) 4. december 1849 - 4. august 1852 (I, s. 90)
- P.G. Bang (1797-1861) 4. august 1852 - 26. februar 1853 (I, s. 24)
- Peter Christian Zahle (1825-1898) 26. februar 1853 - 1. december 1854 (II, s. 275)
- Christian Bertelsen (1804-1865) 1. december 1854 - 14. juni 1855 (I, s. 35)
- J.A. von der Recke (1787-1861) 14. juni 1855 - 14. juni 1858 (II, s. 156)
- Frands Nielsen (1811-1882) 14. juni 1858 - 14. juni 1861 (II, s. 81)
- Niels Hansen (1815-1897) 14. juni 1861 - 14. november 1873 (I, s. 197)
- Orla Lehmann Hansen (1843-1904) 14. november 1873 - 27. november 1873 (I, s. 199)
- Ole Pedersen (1822-1899) 7. januar 1874 - 3. januar 1879 (II, s. 122)
- Karl Laurits Fogtmann (1847-1907) 3. januar 1879 - 6. maj 1907 (I, s. 148)
- Lars Kristian Sørensen (1863-1928) 28. maj 1907 - 25. maj 1909 (II, s. 226)
- Ove Rode (1867-1933) 25. maj 1909 - 20. maj 1910 (II, s. 163)
- Mads Pedersen Tange (1871-1943) 20. maj 1910 - 20. maj 1913 (II, s. 231)
- Anders Hansen Nøhr (1858-1925) 20. maj 1913 - 22. april 1918 (II, s. 98)

Kilderne anført i parentes henviser til bind og sidetal i Rigsdagens medlemmer gennem hundrede aar 1848-1948.